# Liaoyuan
Liaoyuan is een stadsprefectuur en tevens een stad in het zuiden van de noordoostelijke provincie Jilin, Volksrepubliek China. Het kent meer dan 450.000 inwoners. De stad is in grootte de vierde stad van de provincie. De stad is gelegen in het westen van de provincie.
De stad kwam in december 2005 in het wereldnieuws nadat op 15 december van dat jaar 39 mensen om het leven kwamen in een ziekenhuis door een grote brand. Van de 39 mensen die omkwamen waren 33 patiënten.